# 苹果 (GFriend 歌曲)
《 Apple 》是韩国女子组合GFriend为其第九张迷你专辑《回：Song of the Sirens》录制的歌曲。 该歌曲于2020年7月13日由Source Music作为迷你专辑的主打歌发行。